# Lamennais ou l'occasion manquée
Lammenais ou l'occasion manquée est un essai biographique écrit par Louis de Villefosse en 1945.